# Euonthophagus gibbosus
Euonthophagus gibbosus é uma espécie de insetos coleópteros polífagos pertencente à família Scarabaeidae.
A autoridade científica da espécie é Scriba, tendo sido descrita no ano de 1790.
Trata-se de uma espécie presente no território português.